# Beth Garmai
Il Beth Garmai (in arabo: باجرمي; in persiano: Garmakan; in siriaco: ܒܝܬ ܓܪܡܐ; in latino: Garamaea) è una regione storica attorno alla città di Kirkuk, nel nord dell'Iraq. Si trova a sud-est del Piccolo Zab, a sud-ovest delle montagne di Shahrazor, a nord-est del Tigri e del Jabal Hamrin; in alcune fonti comprende anche le regioni a sud-ovest del Jabal Hamrin e nord-ovest del fiume Sirwan.
Il nome "Beth Garmai" o "Beth Garme" è forse di origine siriaca, e significa "la casa delle ossa", probabilmente in riferimento ad una cruenta battaglia fra gli eserciti di Alessandro Magno e Dario III nella pianura tra i fiumi Zab superiore e Diyala.
Fino alla conquista di Tamerlano nel XIV secolo la regione era a maggioranza cristiana, di fede nestoriana. Il concilio di Seleucia-Ctesifonte del 410 della Chiesa d'Oriente istituì la provincia ecclesiastica del Beth Garmai, con sede metropolitana a Karka d'Beth Slokh, l'odierna Kirkuk. Diocesi suffraganee conosciute di Kirkuk sono Shahrgard, Lashom, Khanijar, Mahoze d'Arewan, Radani, Hrbath Glal, Tahal, Shahrzur e Gawkai, tutte località del Beth Garmai.